# Lisette Spinnler

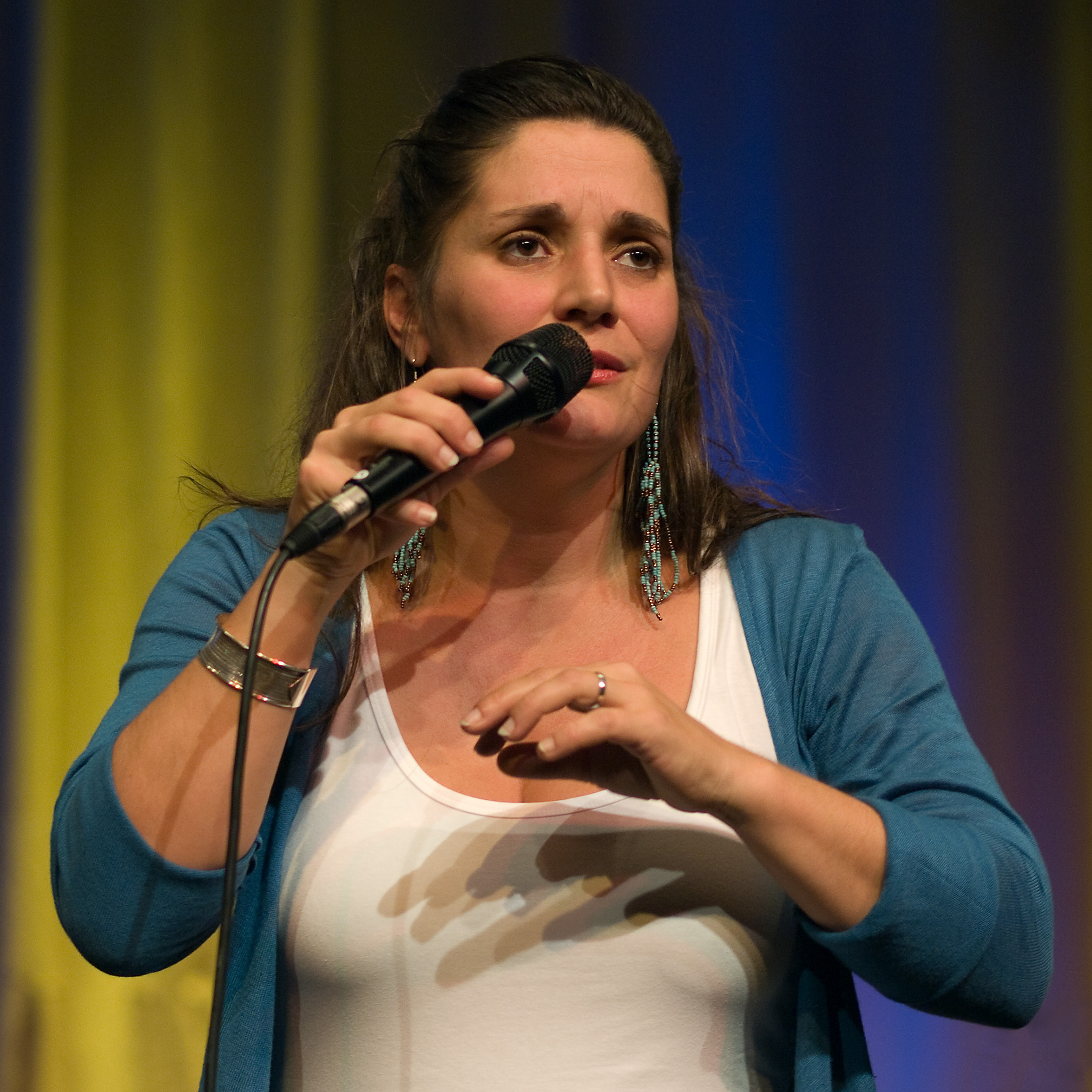
Lisette Spinnler im Studio 2, Bayerischer Rundfunk, (München 2010)

Lisette Spinnler (* 17. Dezember 1976 in Basel) ist eine Schweizer Jazzsängerin in europäischer Tradition.

## Leben und Wirken
Spinnler wuchs in Wittinsburg auf und lernte ab dem zehnten Lebensjahren das Klavierspiel. Mit siebzehn Jahren erhielt sie Gesangsunterricht. Von 1999 bis 2002 studierte sie an der Hochschule für Musik Basel Jazzgesang bei Sandy Patton und Susanne Abbuehl. 1999 gründete sie ihr eigenes Quartett, mit dem sie 2004 ihr erstes Album In Between veröffentlichte.  Sie sang mit The Young European Jazzorchester (Europa-Tournee 2003), Co-Jazz (Andy Scherrer, Stephan Kurmann und Peter Schmidlin), dem Streicherorchester il mosaico, BraffOesterRohrer und der Kantibigband Wattwil, arbeitete aber auch mit  Domenic Landolf, Thomas Moeckel und Theodosii Spassov. Sie nahm auch mit Adrian Mears und mit Christoph Stiefel auf. Spinnler spielte auf zahlreichen Schweizer Jazzfestivals wie Off-Beat Basel, Bern oder Frauenfeld und war auch im Ausland auf Konzertreise; 2009 trat sie beim Stimmen-Festival in Lörrach auf. Seit 2006 lehrt sie als Dozentin an der Basler Musikhochschule, Abteilung Jazz.

## Preise und Auszeichnungen
Spinnler erhielt 2001 den Solistenpreis beim Montreux Off-Festival. Beim Chrysler Jazzaward in Zürich wurde ihr Quartett im selben Jahr Gruppengewinner. 2004 wurde sie mit dem Kantonalbankpreis der Jubiläumsstiftung der Basellandschaftlichen Kantonalbank ausgezeichnet, 2016 mit dem Spartenpreis Musik des Kantons Basel-Landschaft.

## Diskographische Hinweise
- In Between (2004, mit Oliver Friedli, Andreas Hoerni, Patrick Sommer)
- Voice It - But Beautiful (2006, mit Roland Köppel, Dave Feusi, Michael Chylewski, Andreas Schnyder)
- Daniel Woodtli Trio & Lisette Spinnler djunsha (2006, mit Nick Perrin und Lorenz Beyeler)
- Siawaloma (2009, mit Alex Hendriksen, Colin Vallon, Patrice Moret, Michi Stulz)
- Bima Sakti (2012, mit Christoph Stiefel)
- Sounds Between Falling Leaves (2017, mit Stefan Aeby, Patrice Moret, Michi Stulz)